# Rogers Place
Rogers Place é uma arena multi-uso situada em Edmonton, Alberta, Canadá. Comporta 18,347 assentos em configuração para hóquei, 19,500 para basquete e 20,734 para concertos.

## Galeria
- Interior